# Paul Hoornaert
Paul Hoornaert, né à Liège le 5 novembre 1888 et mort à Sonnenburg le 2 février 1944, est un avocat et homme politique belge, engagé à l'extrême droite. Bien qu'étant l'un des pionniers du fascisme en Belgique, il était un opposant au nazisme.

## Biographie
Paul Hoornaert, né à Liège le 5 novembre 1888, est le fils de Joseph Hoornaert, chef de bureau à l'administration des hospices civils de Liège, et de Marie Josèphe Braquaval. Sa famille est de tradition catholique et fait partie de la classe moyenne. En 1929, il épouse Pauline Masset à Liège.
Il fait ses études à l'Université de Liège et décroche un diplôme de docteur en droit en 1910. Il devient avocat auprès de la Cour d'appel de Liège. Il travaille également comme conseiller juridique pour l'entreprise sidérurgique d'Ougrée-Madihaye de Paul de Launoit.

### Première Guerre mondiale
Le 3 août 1914, Paul Hoornaert s'engage comme volontaire de guerre dans l'armée belge. Il est intégré dans le 14e régiment de Ligne. En 1917, il est intoxiqué lors d'une attaque allemande au gaz. Il est de nouveau blessé au premier jour de l'offensive libératrice le 28 septembre 1918. Au terme de la Grande guerre, il a conquis sur le front ses galons de lieutenant-patrouilleur et a reçu plusieurs distinctions pour ses excellents états de services.

### Légion nationale
Fervent admirateur de Benito Mussolini, Paul Hoornaert faisait toutefois preuve d'une farouche opposition envers l'Allemagne. Paul Hoornaert était un membre du groupe d'extrême droite de la Légion Nationale (Nationaal legioen en néerlandais) créée en 1922. Ce mouvement, réunissant de faibles effectifs à ses débuts, grandit rapidement lorsque Paul Hoornaert en prit la tête, à partir de 1927, et transformera le groupe en milice paramilitaire. Sous la direction d'Hoornaert, la légion, forte de ses 4000 membres, arborant la chemise bleue comme d'autres mouvements fascistes contemporains, sera associée à un nationalisme belge militant, refusant les particularismes flamands ou wallons au profit d'une Belgique unitaire. D'autres aspects importants de cette idéologie incluaient un anticommunisme, une opposition au libéralisme et au régime parlementaire et un rejet du néo-paganisme et de l'antichristianisme hitlérien.
En tant que dirigeant de la Légion, Paul Hoornaert prit part au congrès fasciste de Montreux en 1934, fera campagne pour soutenir la Seconde guerre italo-éthiopienne et leva des troupes de volontaires pour soutenir les nationalistes espagnols lors de la guerre d'Espagne.
La milice bien que partageant certains de ses objectifs s'opposait vivement au rexisme et de manière générale à toutes formes d'organisation en partis politiques. Cette question fut un point de divergence avec l'écrivain Pierre Nothomb qui quittera le mouvement pour rejoindre le Parti catholique. Son opposant, Léon Degrelle soutenait qu'Hoornaert n'avait jamais eu plus de 300 partisans. Des estimations plus récentes évaluent cependant ses effectifs à 7 000 membres au début des années 1930. Paul Hoornaert fut parfois comparé à Georges Valois en tant que dirigeant d'un mouvement fasciste pionnier pourtant fermement opposé au nazisme, puisant son inspiration dans les écrits d'un Charles Maurras et comptant sur les déçus de l'armée pour venir grossir ses rangs.
En plus de diriger la Légion, Hoornaert s'impliqua un temps dans le Nationaal Corporatief Arbeidsverbond, un groupe mis sur pied par l'industriel Charles Someville en juin 1933. Il en fut même l'un des membres-fondateurs mais se querellera vivement avec Somville qui craignait que son groupe ne soit, par les desseins de Hoornaert, absorbé par la Légion. De son côté, Hoornaert n'avait que peu d'intérêt pour les leitmotivs antisémites développés par Someville.

### Seconde Guerre mondiale
En 1940, il étudia avec Joris Van Severen l'idée de fusionner la Légion et le Verdinaso fondée sur une loyauté partagée envers Léopold III. Ce projet n'aboutit toutefois pas.
Après l'invasion allemande, les Allemands lui proposent les installations du journal Le Peuple. Par patriotisme, il refuse et est arrêté peu après par les Allemands. Libéré, il est contraint à la clandestinité, sa milice ayant été mise hors-la-loi par l'occupant. Pour cette raison, il rejoint la Légion belge (qui deviendra l'Armée secrète) dirigée par un dissident du mouvement Rex. À la suite de son activité dans ce groupe de résistance, il est arrêté par les Allemands en 1942 et incarcéré au fort de Breendonk. Il est ensuite déporté en Allemagne en 1943 et meurt à la prison de Sonnenburg, le 2 février 1944.

## Hommages et distinctions
En 1950, un mémorial dédié à la mémoire Paul Hoornaert est inauguré à Liège avec la mention « À la glorieuse mémoire de Paul Hoornaert, pionnier de l'Armée Secrète, mort pour la patrie ».
Paul Hoornaert a été décoré à plusieurs reprises :
- Commandeur de l'ordre de la Couronne avec palme à titre posthume en 1946 (Belgique) ;
- Croix de guerre 1940-1945 avec palme à titre posthume en 1946 (Belgique) ;
- Chevalier de la Légion d'honneur en 1937 (France).
- Croix de guerre 1939–1945 (France)[1].

## Publication
- Aux temps rouges, là-bas, Paris-Bruxelles, Nouvelles Editions d'Occident, 1937.